# Molisch-Probe

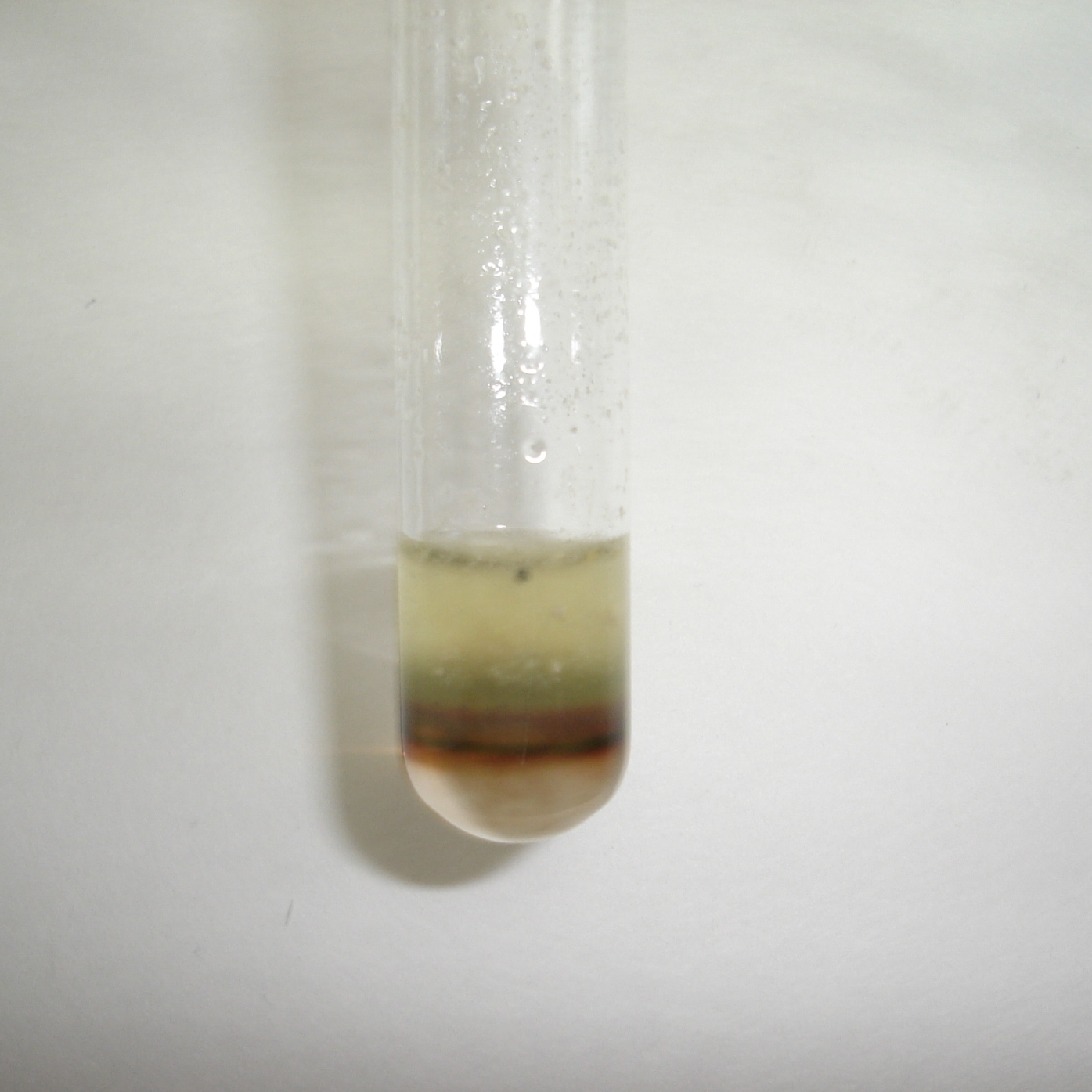
Molisch-Probe

Die Molisch-Probe (auch: Reaktion nach Molisch, Ringprobe) ist eine sehr empfindliche nasschemische Nachweisreaktion für Kohlenhydrate. Sie geht auf den österreichischen Botaniker Hans Molisch (1856–1937) zurück.

## Durchführung
Zur Durchführung der Molisch-Probe, die mittlerweile fast ausschließlich in Schulen, Universitäten und Lehranstalten zu Ausbildungszwecken verwendet wird, gibt es mittlerweile mehrere Varianten:
- Bei der ursprünglichen und auch bekanntesten Version wird in einem frischen Reagenzglas eine glucosehaltige Lösung mit in Ethanol gelöstem α-Naphthol versetzt und anschließend mit konzentrierter Schwefelsäure unterschichtet. Dabei bildet sich an der Grenzfläche ein violetter Ring („Ringprobe“). Bereits 1886 schlug Molisch anstelle von α-Naphthol die Verwendung von Thymol vor; hierbei bildet sich ein karminroter Ring.
- Die Richtlinie zur Sicherheit im Unterricht (RiSU) schreibt bei der Verwendung von Gefahrstoffen eine Ersatzstoffprüfung vor. Diese hat zur Folge, dass – sofern möglich – ein weniger gefährdender Stoff zur Anwendung kommen muss. Im konkreten Fall haben systematische Untersuchungen an der Europa-Universität Flensburg ergeben, dass anstelle des zurzeit als giftig eingestuften α-Naphthols der Ersatzstoff Carvacrol („Oregano“) eingesetzt werden kann. Auch das von Molisch vorgeschlagene Thymol wäre als Ersatzstoff geeignet, ergibt aber im Vergleich von Pentose (z. B. Arabinose), Hexose (z. B. Glucose) und Desoxyhexose (z. B. Rhamnose) farblich schwer unterscheidbare Ergebnisse.

### Durchführung der Molisch-Probe mit dem Ersatzstoff Carvacrol

Molisch-Probe am Beispiel von D-Glucose. Das durch Dehydratisierung gebildete 5-Hydroxymethylfurfural reagiert mit zwei Äquivalenten 1-Naphthol im sauren Medium zu einem mesomeriestabilisierten violetten Farbstoff (Erklärung nach Ohta et al.).

Materialien: 3 Reagenzgläser, Reagenzglasständer, 5 Pasteurpipetten
Chemikalien: ethanolische Carvacrol-Lösung (0,5 ml; Carvacrol in 99,5 ml Ethanol), Schwefelsäure (ω = 98 %), Arabinoselösung (ω = 1 %), Rhamnoselösung (ω = 1 %), Glucoselösung (ω = 1 %)
Durchführung: Es werden drei neue Reagenzgläser bereitgestellt und mit der Pasteurpipette mit einem Tropfen der jeweiligen Zuckerlösung versetzt. Anschließend werden fünf Tropfen der ethanolischen Carvacrol-Lösung hinzugefügt und zum Schluss fünf Tropfen konzentrierte Schwefelsäure hinzugegeben. Bei dieser Variante entfällt das Unterschichten mit konzentrierter Schwefelsäure, welches für ungeübte Lernende eine zusätzliche Gefährdung darstellen könnte. Zusätzlich können Blindproben (ohne Zuckerzugabe beziehungsweise ohne Carvacrolzugabe) angesetzt werden.
Hinweis: Der Nachweis ist so sensitiv, dass am besten mit neuen Reagenzgläsern gearbeitet wird. Bereits kleinste Zuckerrückstände, welche sich noch im Reagenzglas befinden könnten, würden den Nachweis stören. Die Untersuchungen zeigen, dass nur ein einziger Tropfen einer 0,005%igen Rhamnose-Lösung ausreicht, um eine gut sichtbare Farbreaktion hervorzurufen.
Beobachtung: Die drei untersuchten Zucker bilden mit dem Auge gut zu unterscheidende Farbstoffe. Die Pentose Arabinose bildet nach Zugabe von Carvacrol und Schwefelsäure einen gelben Farbstoff, der Desoxyzucker Rhamnose einen orangefarbenen und die Hexose Glucose einen lachsfarbenen Farbstoff.

## Reaktionsmechanismus
Eine abschließende Aufklärung zur ablaufenden Reaktion und der Struktur der sich bildenden Farbstoffe steht noch aus. Bredereck sowie Ohta et al. haben Untersuchungen für die Molisch-Reaktion durchgeführt und kommen zu unterschiedlichen Ergebnissen. Einigkeit herrscht darüber, dass im ersten Reaktionsschritt durch die Zugabe der konzentrierten Schwefelsäure eine intramolekulare Dehydratisierung des Zuckers stattfindet, wobei von Pentosen Furfural und von Hexosen 5-Hydroxymethylfurfural gebildet wird. Im weiteren Verlauf der Reaktion von Hexosen kommt es dann zur Addition von 1-Naphthol-Molekülen an das (5-Hydroxymethyl-) Furfural. In diesem Schritt unterscheiden sich die beiden Strukturvorschläge von Bredereck und Ohta et al. hinsichtlich der Position, an der die Addition erfolgt. Abschließend findet noch eine Oxidation des Additionsproduktes zum eigentlichen Farbstoff statt. In Rautenstrauch et al., Abb. 10, sind die unterschiedlichen Strukturvorschläge für die Farbstoffe, welche sich bei der Reaktion einer Hexose mit α-Naphthol bilden, vergleichend gegenübergestellt. Detailliertere Ausführungen zu den Strukturvorschlägen befinden sich im ausführlichen Anhang (OpenAccess) von Rautenstrauch et al. (Supporting information, S. 16). Hierin wird auch eine Möglichkeit beschrieben, die Versuchsergebnis mit einem Smartphone kolorimetrisch auszuwerten.